# مپ جت

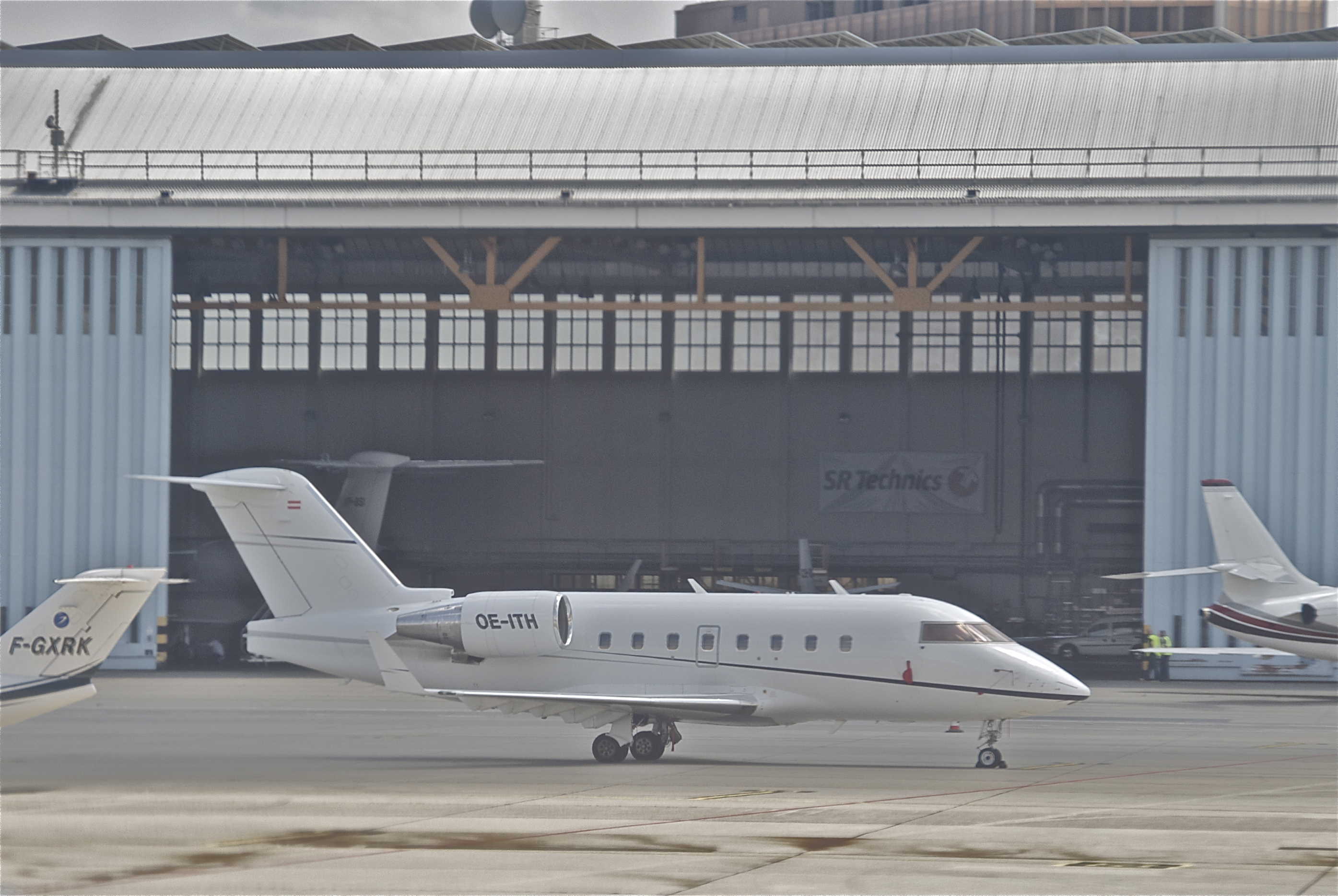
نگاره ای از هواپیمای بمباردیه چلنجر ۶۰۰ سریز شرکت مپ جت در فرودگاه زوریخ به سال ۲۰۱۲

مپ جت (به انگلیسی: MAP Jet) یک شرکت هواپیمایی با کد یاتا AQ است که در ۱ فوریه ۲۰۰۲ میلادی تأسیس شده‌است. دفتر مرکزی مپ جت در وین، اتریش واقع شده‌است و قطب این شرکت هواپیمایی در فرودگاه بین‌المللی وین قرار دارد.